# Mangaanknol

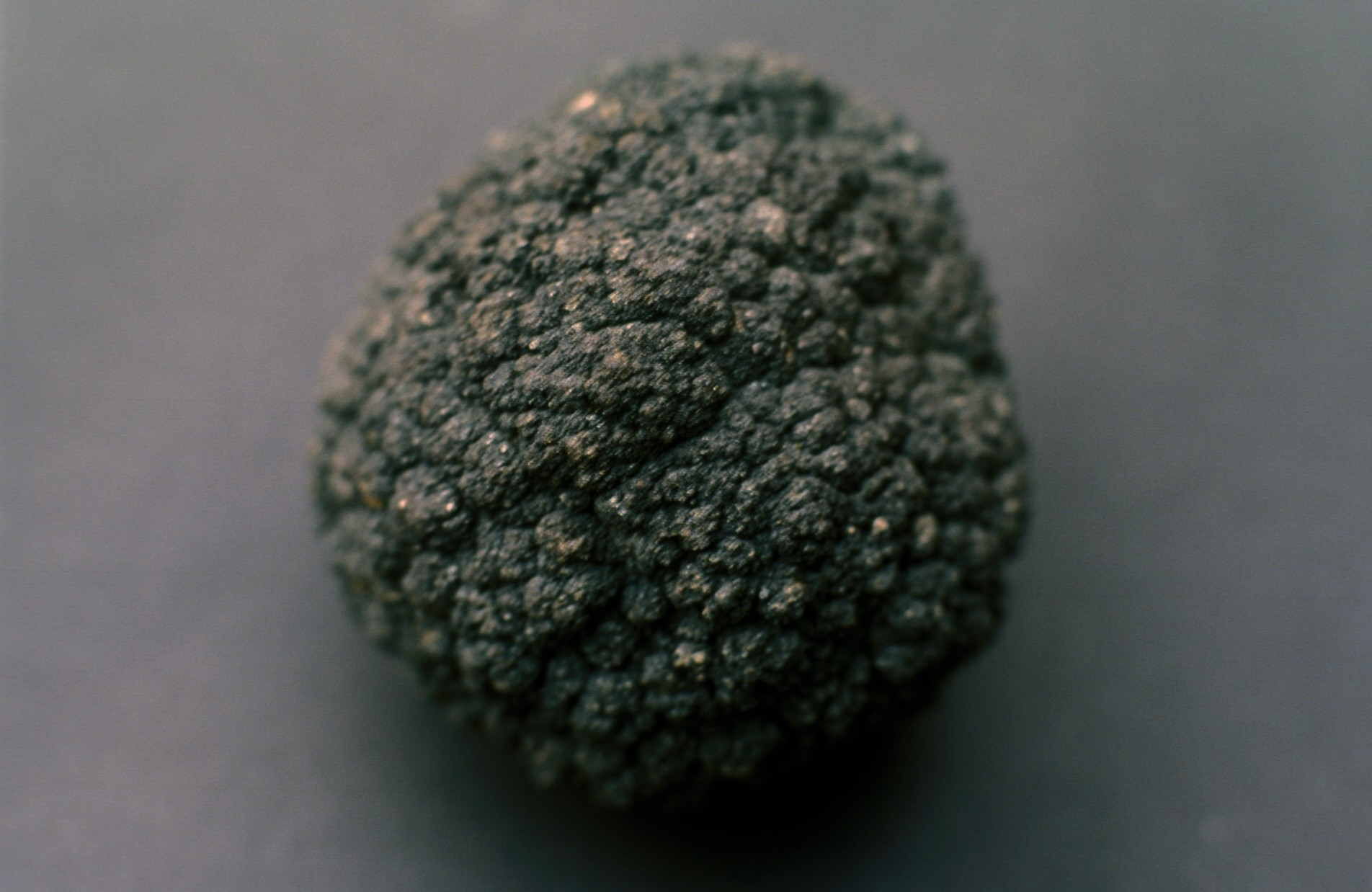
Mangaanknol

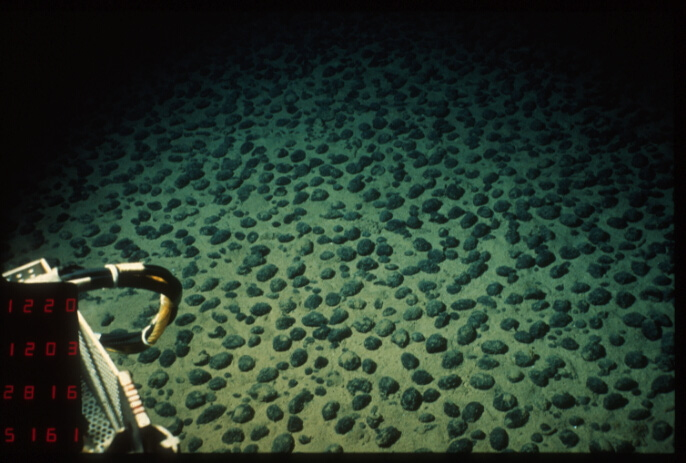
Een stuk zeebodem van de Grote Oceaan dat bezaaid ligt met mangaanknollen, gefotografeerd vanuit een duikboot.

Mangaanknollen, ook wel polymetallische nodules genoemd, zijn op grote diepte in veel oceanen voorkomende knollen bestaande uit een mengsel van ijzer- en mangaanoxide (en een groot aantal andere zeldzame metalen en andere elementen in lagere concentraties) die daar zeer langzaam (in de loop van miljoenen jaren) zijn gevormd. 
Ze komen wijdverbreid voor in diepe wateren waar een zeer geringe sedimentdepositie bestaat. Wanneer de knollen groter worden versmelten ze soms met andere knollen. Dit is een extreem langzaam proces. De knollen groeien maar een paar millimeter iedere miljoen jaar. Op sommige plaatsen is 70% van de oceaanbodem ermee bedekt. De totale hoeveelheid mangaan die op deze manier op de zeebodem ligt is immens.
Mangaanknollen op de diepzeebodem produceren zuurstof. Een Schots team van onderzoekers heeft deze ontdekking gedaan. Omdat tot nu toe werd gedacht dat enkel planten en algen zuurstof produceren kan dit gezien worden als een wetenschappelijke aardverschuiving. Dit geeft ook een nieuwe benadering van de  fundamentele vragen over het leven op onze planeet: "Dit zou mogelijk de kern kunnen zijn vanwaar alle leven ontstaan is".

## Mogelijke mijnbouw
Door de grote diepte en de grote afstanden is het nog niet mogelijk gebleken de mangaanknollen op economische wijze te winnen. Nu zouden de knollen eerst van de bodem van de zee gebaggerd of met grote zuigmachines opgezogen worden en naar wal getransporteerd. Daarna moet het mangaan er via een chemisch proces uitgehaald worden.
In de jaren zestig en zeventig van de vorige eeuw is hiernaar wel veel onderzoek gedaan en de aanwezigheid van deze knollen was een van de drijfveren in de ontwikkeling van het VN-Zeerechtverdrag om de rechtspositie te definiëren van op knollen vissende bedrijven en van regeringen van landen die aan knollen bevattende wateren grenzen, die meestal buiten de territoriale wateren liggen.
Diepzeemijnbouw naar mangaanknollen heeft potentieel verstrekkende gevolgen voor de oceaan. Het leidt tot verstoring van diepzee-ecosystemen en kan onomkeerbare schade veroorzaken aan kwetsbare mariene habitats. De opwerveling van sedimenten en chemische verontreiniging bedreigen diverse zeedieren, waaronder unieke soorten die nog lang niet volledig begrepen zijn. Nog steeds worden bij elk diepzeeonderzoek talloze nieuwe diersoorten ontdekt, die deels ook afhankelijk zijn van de mangaanknollen voor hun overleving. Bovendien kan het mijnbouwproces leiden tot uitstoot van broeikasgassen en verdere klimaatverandering bevorderen. De verstoring die de diepzeemijnbouw veroorzaakt op de bodem zal nog vele decennia zo niet eeuwen op locatie merkbaar zijn.